# 今川氏真
今川氏真（1538年—1615年），為日本戰國大名、戰國武將、文人，日本戰國時代、安土桃山時代、江戶時代初期人物，今川氏第12代家督，今川氏末代大名。父為今川義元，母為武田信虎之女定惠院，正室為早川殿。氏眞幼名「龍王丸」，元服名「氏真」，法名「宗誾」，別名「五郎」、「彥五郎」，受到父親義元影響也喜愛京都文化。

## 生涯
永祿元年（1558年），今川氏真接任家督學習主掌領國內政。1560年，父親今川義元於桶狹間之戰被織田信長陣斬之後，松平元康進入岡崎城根據地，並統領西三河國人眾脫離今川家控制，雖然今川氏真常被指責沉迷於女色、蹴鞠及和歌之中，但實際上他屢次派兵阻攔松平元康對東三河及遠江的攻擊，只是所用非人，成效不彰。永祿4年（1561年），足利義輝及北条氏康介入調解，元康與今川家斷交，與織田家結盟。永祿7年（1564年）6月，在松平軍攻擊下，今川在東三河的據點吉田城開城投降，今川氏在三河的勢力被完全驅逐。
這段期間，武田信玄看準今川氏勢衰，暗地煽動今川領地內的豪族，今川氏真知情，便下令停止運送海鹽至甲斐國；永祿11年（1568年），信玄以此為藉口斷絕甲相駿三國同盟的盟約向駿河侵攻。12月12日，為了在薩埵峠迎擊武田軍，氏真自興津的清見寺出陣，但部下瀨名信輝、葛山氏元、朝比奈政貞、三浦義鏡等駿河的有力國人眾21人與信玄內通叛變；12月13日，今川軍潰走，武田軍佔領駿府。氏真逃往家臣朝比奈泰朝於遠江國的掛川城。
同年12月27日，德川家康（即文前的松平元康）進攻曳馬城，接著圍攻掛川城，纏鬥5個月後，今川氏真在永祿12年（1569年）5月17日開城投降。雖然越相同盟後，在北條氏康的支援下，駿府曾經為今川家臣岡部正綱一時所奪回，氏真在駿河仍有少部分直轄領，花澤城的小原鎮實也繼續與武田氏對抗，但蒲原城之戰北条援軍敗陣，今川家臣陸續降服於武田軍。元龜2年（1571年），今川家在駿、遠、三的霸業到此算是滅亡，此时距今川氏真接任家督已超过12年。
後來氏眞與朝比奈泰朝前往伊豆國，投靠北條氏康。但是氏康的繼承人北條氏政外交轉換為「甲相一和」後，12月今川氏真便離開相模西返投靠德川家康，使得家康有保護舊國主的大義名分用於支配駿河國；長篠之戰後，氏真也掃蕩討伐殘敵，5月末進入舊領駿河並於各地放火。7月中旬攻下諏訪原城（現在的靜岡縣島田市，後改名為牧野城）。之後天正4年（1576年）3月17日，家康任命氏真為牧野城主，並派松平家忠、松平康親輔佐。城主任內，氏真落髮出家，法號宗誾。1577年被召回濱松，解任城主職，往後氏眞與眾親信俱居於濱松。現存當時今川氏真以今川家當主名義發給家臣海老江彌三郎的最後一封文書，此時距今川氏真接任家督已超過18年。
1591年，五十多歲的氏真赴京都與公卿鑽研和歌藝術，先後的天下人——豐臣秀吉與德川家康認為他早已無心霸業而願意收留。
德川家康接掌天下後，把今川氏真送到品川城居住，並尊稱其為「品川殿」。慶長17年（1612年），家康將近江國野洲郡長島村（現在的滋賀縣野洲市長島）名為「舊地」地區500石封給氏真。慶長19年（1615年），今川氏真於江戶病死，終年77歲。子孫在江戶幕府以高家今川氏的身分存續下去，今川氏最後的當主為今川範叙（1829-1887），嗣絕。

## 評價
受到后世创作的文獻及電子遊戲等影響，氏真常被指為敗家子，事實上今川家向來是家老合議制，所謂奸臣三浦氏是1544年由今川義元指定輔佐氏真的頭人，另除了與今川義元一同陣亡的武將外，桶狹間之戰後，家老們處死一些有力大將，人才的大量殞落才是今川家衰退的主因。

## 事蹟
今川氏真以國君而言是昏庸無能之輩，但在和歌與蹴鞠等文化與娛樂造詣方面相當不俗。今川氏真延用祖宗之法首創樂市鼓勵貿易，加速經濟發展，促進領內的富裕，氏真當家時期領地內未曾發生過民眾暴動。武藝方面，曾向名劍豪塚原卜傳學習新當流劍術，之後自身開創了今川流劍法。

## 官位
- 官位：從四位下、上總介、刑部大輔、治部大輔
- 幕府：室町幕府御相伴衆  、駿河・遠江守護職

## 家族
- 正室：早川殿（北条氏康之女）
- 長女：今川氏（吉良義定妻室）
- 長男：今川範以（高家今川氏之祖）
- 次男：品川高久
- 三男：西尾安信
- 四男：今川澄存
- 猶子：北條氏直
- 側室：花鳥（庵原忠康之女）

## 登場作品

### 影視劇
- 德川家康（1983年、NHK大河劇、演：林與一）
- 徳川家康 （1988年、TBS大型時代劇、演：沖田浩之（日语：沖田浩之））
- 武田信玄（1988年、NHK大河劇、演：神田雄次）
- 風林火山（2007年、NHK大河劇、演：風間由次郎）
- 女城主 直虎（2017年、NHK大河劇、演：中川翼（幼年）→ 尾上松也（日语：尾上松也 (2代目)））
- 怎麼辦家康（2023年、NHK大河劇、演：數井琥恩（幼年）→ 溝端淳平）

### 小說
- 转生竹中半兵卫！和一起转生的不知名武将一起在战国乱世活下去（双叶社、青山有著）